# Технический строительный университет Бухареста
Технический строительный университет Бухареста (рум. Universitatea Tehnică de Construcții din București) — один из румынских университетов, находящихся в столице страны — Бухаресте.

## История
С 1864 года в Румынии действовало учебное заведение Школа мостов, дорог, шахт и архитектуры (рум. Școala de Poduri și Șosele, Mine și Arhitectură), которая в 1867 года стала называться Школой мостов, дорог и шахт (рум. Școala de Poduri, Șosele și Mine). Когда в 1921 году эта школа была преобразована в Политехническую школу Бухареста (рум. Școala Politehnica din București), то для подготовки в нём инженеров-строителей было образовано отделение строительства, именуемое с 1938 года факультетом строительства (строительный факультет). В 1948 году, в результате реформы в системе образования Румынии, факультет строительства отделился от Политехнический школы Бухареста и был преобразован в учреждение высшего образования, названное Институт строительства в Бухаресте (англ. Institutul de Constructii din Bucuresti). Начиная с 1994/1995 учебного года вуз носит имя, которое существует по настоящее время — Технический строительный университет Бухареста (рум. Universitatea Tehnică de Construcții din București).
По состоянию на 2016 год в университете обучается более 6000 студентов на семи факультетах:
- Факультет гражданского промышленного и сельскохозяйственного строительства
- Факультет железнодорожных путей, автомобильных дорог и мостов
- Факультет строительных установок
- Факультет технологического оборудования
- Факультет геодезии
- Факультет гидротехники
- Факультет иностранных языков

Профессорско-преподавательский состав университета насчитывает 440 членов.